# یاکتی-کول (شهرستان گافوریسکی، باشقیرستان)
یاکتی-کول (انگلیسی: Yakty-Kul, Gafuriysky District, Republic of Bashkortostan) یک شهرک در شهرستان گافوریسکی استان باشقیرستان کشور روسیه است.